# Jens T. Kowalski
Jens T. Kowalski (* 15. Februar 1963 in Kiel) ist ein deutscher Psychologe, Neurowissenschaftler und Psychotherapeut. Er ist seit dem 1. April 2018 Präsident der Fachhochschule für Verwaltung und Dienstleistung (FHVD) sowie Leiter des Ausbildungszentrums für Verwaltung (AZV) in Schleswig-Holstein.

## Leben
Kowalski studierte von 1984 bis 1990 Psychologie an der Christian-Albrechts-Universität zu Kiel. Er promovierte 1996 an der Universität Essen.
Von 1992 bis 1993 absolvierte er ein Auslandsforschungsjahr am Naval Research and Development Laboratory (NRaD) in San Diego, USA. Von 2005 bis 2007 leitete er die Traumaambulanz am Institut für Medizinische Psychologie der Christian-Albrechts-Universität zu Kiel, von 2011 bis 2014 die Forschungssektion des Psychotraumazentrums am Bundeswehrkrankenhaus in Berlin. Er habilitierte er an der CAU Kiel im Fach Medizinische Psychologie und Medizinische Soziologie.
Am 1. April 2018 wurde er als Präsident der Fachhochschule für Verwaltung und Dienstleistung (FHVD) gewählt. Im Dezember 2022 wurde er für eine weitere Amtszeit (2024 bis 2030) bestätigt. Im Oktober 2023 wählte die Rektorenkonferenz der Hochschulen für den öffentlichen Dienst (RKHoeD) Kowalski in den Vorstand.